# Aloe ammophila
Aloe ammophila é uma espécie de liliopsida do gênero Aloe, pertencente à família Asphodelaceae.